# Olivier Sukiennicki
Olivier Sukiennicki (Częstochowa, Polonia, 25 de mayo de 2003) es un futbolista polaco que juega como centrocampista en el Wisła Cracovia de la I Liga de Polonia

## Selección nacional
En mayo de 2021 fue convocado a una concentración organizada por la selección nacional sub-19 de Polonia. Jugó con la sub-19 en septiembre de 2021.

## Estadísticas

### Clubes
Actualizado al último partido disputado el 5 de octubre de 2024.
| Club                           | Div.          | Temporada     | Liga  | Liga  | Liga   | Copas nacionales | Copas nacionales | Copas nacionales | Copas internacionales | Copas internacionales | Copas internacionales | Total | Total | Total  |
| Club                           | Div.          | Temporada     | Part. | Goles | Asist. | Part.            | Goles            | Asist.           | Part.                 | Goles                 | Asist.                | Part. | Goles | Asist. |
| ------------------------------ | ------------- | ------------- | ----- | ----- | ------ | ---------------- | ---------------- | ---------------- | --------------------- | --------------------- | --------------------- | ----- | ----- | ------ |
| Raków Częstochowa II · Polonia | 4.ª           | 2022-23       | 10    | 1     | 0      | —                | —                | —                | ―                     | ―                     | ―                     | 10    | 1     | 0      |
| Raków Częstochowa II · Polonia | Total club    | Total club    | 10    | 1     | 0      | 0                | 0                | 0                | 0                     | 0                     | 0                     | 10    | 1     | 0      |
| Stal Stalowa Wola · Polonia    | 2.ª           | 2023-24       | 27    | 1     | 4      | 2                | 0                | 0                | ―                     | ―                     | ―                     | 29    | 1     | 4      |
| Stal Stalowa Wola · Polonia    | Total club    | Total club    | 27    | 1     | 4      | 2                | 0                | 0                | 0                     | 0                     | 0                     | 29    | 1     | 4      |
| Wisła Cracovia · Polonia       | 2.ª           | 2024-25       | 9     | 1     | 0      | 1                | 0                | 0                | 8                     | 0                     | 0                     | 18    | 1     | 0      |
| Wisła Cracovia · Polonia       | Total club    | Total club    | 9     | 1     | 0      | 1                | 0                | 0                | 8                     | 0                     | 0                     | 18    | 1     | 0      |
| Skra Częstochowa · Polonia     | 3.ª           | 2024-25       | 1     | 0     | 0      | —                | —                | —                | ―                     | ―                     | ―                     | 1     | 0     | 0      |
| Skra Częstochowa · Polonia     | Total club    | Total club    | 1     | 0     | 0      | 0                | 0                | 0                | 0                     | 0                     | 0                     | 1     | 0     | 0      |
| Total carrera                  | Total carrera | Total carrera | 47    | 3     | 4      | 2                | 0                | 8                | 0                     | 0                     | 0                     | 58    | 3     | 4      |